# Alexandre Zapolski
Alexandre Zapolski (født 3. januar 1951, død 7. marts 2025), var en ukrainsk violinist, komponist og lærer. Alexandre blev udnævnt til Ridder af Dannebrogordenen af Margrethe 2..
Han var i perioden fra 1976 til 1990 docent ved Prokofjev Konservatoriet i Donetsk i Ukraine. I selvsamme periode blev han uddannet som komponist. I 1987 modtog han ærestitlen “Fortjent Kunstner af Ukraine”. I 1992 flyttede han til Danmark, hvor han blev ansat som violinist i DR Symfoniorkestret og etablerede kort efter Zapolski Kvartetten sammen med Troels Svane, Jacob Soelberg og Katrine Reinhold Bundgaard. I 1993 begyndte han at arbejde på Brøndby Musikskole, hvor han startede et børnestrygeorkester. Han har herudover givet koncerter og masterclasses i Skandinavien, Tyskland, Holland, Polen, Ukraine, Rusland og USA og har siden 2003 undervist på Det Kongelige Danske Musikkonservatorium.
Alexandre Zapolski var uddannet som komponist og komponerede forskellige værker som han brugte i sit pædagogiske arbejde.
Alexandre modtog Emil Holms Legat (2014) for sit arbejde med Zapolski Strygerne. I 1987 blev han tildelt titlen "Fortjent Kunstner i Ukraine", og i 1994 modtog han Fritz Buschs Legat fra DR Symfoniorkestret.

## Uddannelse
Alexander Zapolski dimitterede som solist fra konservatoriet i Kyiv under professor Olga Parchomenko (elev af David Oistrakh) efter at have studeret komposition ved konservatoriet i Donetsk. Han var koncertmester i symfoniorkestrene i Donetsk og Moskva fra 1983 til 1992. Han var fra 1992 bosat i Danmark og var violinist i Danmarks Radios Symfoniorkester og lærer ved MGK og Det Kongelige Danske Musikkonservatorium.

## Violinlærer
Alexandres pædagogiske virke omfattede hele fødekæden - fra begyndere (Københavns Kommunes Musikskole), mellemstadie - MGK, og videregående - konservatorium/universitet. Han selv mente at det vigtigste princip i hans undervisning er, at alle børn bliver udviklet i to retninger - solo instrumentale færdigheder og ugentlige orkesterprøver. Denne metode giver positive resultater mente han selv. Mange af hans elever har udmærket sig ved mange konkurrencer såsom Øresunds Solist Konkurrencen, Queen Elisabeth Konkurrencen, Jugend Musiziert, E. Ysaye Intl. competition, Leonid Sonning Prisen, Singapore Intl. Violin Competition, Spil for livet, Berlingske Tidende, Jacob Gades Violinkonkurrence, 3 gange i træk har børnene fået Sigurd & Symfoniorkestrets Musikskolepris).
Alexandre lavede selv originale arrangementer til hans forskellige orkestre da han var udlært som komponist. I 2011 modtog han den store Jacob Gade pris for sit arbejde med børn og unge.
Alexandre var fra 2012 leder af juniorstrygernes orkester ved DKDM.
Nogle af hans mere bemærkelsesværdige elever inkluderer:
- Anna Egholm
- Kaya Kato Møller fra NOVO kvartetten
- Vera Panitch
- Christian Ellegård
- Stefan Burchardt
- Alva Holm
- Rune Sørensen
- Frederik Øland

## Zapolski Kvartetten
Zapolski Kvartetten blev grundlagt i februar 1993 omkring Zapolski. Kvartetten har givet koncerter over hele Danmark, for kammermusikforeninger, i kirker og ved de forskellige musikfestivaler. Koncerter i udlandet har inkluderet steder som Wien, Bratislava, Athen, Sankt Petersborg, Moskva og Stockholm. I sommeren 1988 besøgte Zapolski Kvartetten kammermusikfestivalen i Finland, Kuhmo Chamber Music. Kvartetten spiller repertoire fra det klassiske strygekvartetrepertoire baseret på Haydn og Mozart over Carl Nielsen og til nutidig moderne musik, hvor danske værker især prioriteres højt.
Kvartetten er blevet hyldet af pressen som skrev: “…spillede sig direkte ind i toppen af danske strygekvartetter, og har siden haft succes med koncerter og pladeudgivelser i ind- og udlandet.”[kilde mangler]
I 2000 grundlagde Alexandre musikfestivalen "Copenhagen Winter Festival". som flere år i træk blev afholdt i Den Sorte Diamant. Udover kvartetten, medvirkede adskillige gæstesolister, bl.a. Michala Petri, Leif Ove Andsnes, Juri Bashmet, Bo Boje Skovhus, Per Nørgård, Borodin Kvartetten. Kvartetten modtog i år 2000 Anmelderringens Musikpris som anerkendelse for sin indsats i dansk musikliv.

### Diskografi med Zapolski Kvartetten
- Dmitrij Sjostakovitj String quartets No. 2 og 8 af Classico[6]
- Carl Nielsen String quartets Vol. 1 af Chandos[6]
- Carl Nielsen String quarets Vol. 2 af Chandos[6]
- The Crossover Ensemble Ft. The Zapolski Quartet - Helios Suite af Dacapo Records[6]
- Louis Glass, String Quartets Nos. 2 & 4 af Dacapo Records[6]

## Zapolski Strygerne
Zapolski Strygerne blev startet i 1992 under Københavns Kommunes Musikskole. Orkestret består af tre ensembler: Zapolski Spirerne (børn fra 8 år), Zapolski Junior (fra 11 år) og Zapolski strygerne (fra 14 til 25 år). Spillerne varierer fra begyndere til avanceret niveau, herunder solister, der er udvalgt fra Det Kongelige Danske Musikkonservatorium. Slagtøjsspillere fra Københavns Musikskole spiller også med. De tre orkestergrupper øver både individuelt og samlet, og optræder derefter som ét stort orkester. Der er stor variation i både alder og baggrund på dem der spiller med i orkestret. Ifølge Zapolski selv er konceptet: “at give de yngre børn muligheden for at være en del af et rigtigt orkester, der spiller mere avanceret og kompleks musik end den musik som de yngre selv kunne formå at spille. Dette motiverer børnene og giver dem et fremtidsperspektiv, når de ser de ældre og mere avancerede elever som deres rollemodeller.”
De yngste begyndere spiller for det meste på åbne strenge, mens de ældre og mere avancerede spiller mere komplicerede toner. Børnene og de unge medspillere får også mulighed for at optræde som solister ved koncerter akkompagneret af orkestret. Orkestret opfører et bredt spektrum af musiklitteratur fra barok til romantik og moderne musik. De, der har udviklet deres musikalske spil i Zapolski Strygerorkestret, har vundet mange konkurrencer og priser, og mange fortsætter med at spille i de danske symfoniorkestre som F. Eks. Rune Sørensen og Frederik Øland, som idag begge er koncertmestre i Sjællands Symfoniorkester, Christian Ellegård, som har en soloplads i UnderholdningsOrkestret. Derudover også yngre musikere såsom Jonathan Swensen, Anna Egholm, Kaya Kato Møller, Alvo Holm, Vera Panitsch og andre. I 2013 modtog Zapolski Strygerne Damusas-prisen som Årets Bedste Musikskoleensemble.